# Остання інспекція
«Остання інспекція» — радянський двосерійний телефільм 1985 року, знятий режисером Едуардом Хачатуровим на кіностудії «Узбекфільм».

## Сюжет
За мотивами книги-спогадів М. Табакіна «100 днів». Дія фільму відбувається у 1927 році в Узбекистані. З Москви до Ташкента направлено групу співробітників Центророзшуку для надання допомоги місцевій міліції у боротьбі з бандитизмом. При цьому вони беруть участь у боротьбі із залишками бандитизма та білогвардійського підпілля.

## У ролях
- Мурад Раджабов — Різа Іскандеров, начальник міліції Ташкента
- Віктор Тарасов — Михайло Петрович Богданов, співробітник Центррозшуку
- Борис Плотников — Гліб Володимирович Щербацький, співробітник Центррозшуку
- Борис Токарєв — Іван Баулін, співробітник Центррозшуку
- Бахтіяр Закіров — Хайдар, заступник Іскандерова
- Михайло Горносталь — Степан Каневський
- В'ячеслав Шалевич — Грішин, начальник в'язниці в Каттакургані
- Джавлон Хамраєв — Уртабаєв
- Ульмас Аліходжаєв — Мірза Юсуф
- Віктор Саїтов — «Саратовський»
- Дагун Омаєв — Ачілов
- Олена Амінова — Серафіма Гусєва
- Валентина Тализіна — дружина Михаила Богданова
- Єлизавета Солодова — мати Щербацького
- Асаль Ходжаєва — Халіма
- Шухрат Іргашев — Ібрагім Наймуллін
- Ігор Класс — дядько Федя
- Обіджан Юнусов — Алі, слюсар в залізничних майстернях
- Хусан Шаріпов — Мамедов, касир
- Махмуд Ісмаїлов — міліціонер
- Джамал Хашимов — міліціонер
- Іногам Адилов — міліціонер
- Раджаб Адашев — відвідувач ювелірной лавки
- Н. Туляганов — епізод
- Аброр Турсунов — міліціонер
- Машраб Кімсанов — міліціонер
- Валерій Цвєтков — чекист
- Марія Шамшина — Ольга Гусєва
- Діяс Рахматов — епізод
- Т. Джураєв — епізод
- Леопольд Мільченко — Леопольд, колишній білий офіцер
- Оріф Убайдуллаєв — епізод
- Рудольф Мухін — «Пугач», Філонов, колишній жандармський ротмістр
- Р. Сулейманов — епізод
- Закір Мумінов — бандит

## Знімальна група
- Режисер — Едуард Хачатуров
- Сценарист — Валентин Черних
- Оператор — Нажміддін Гулямов
- Композитор — Едуард Артем'єв
- Художники — Веніамін Мякотних, Рафаель Сулейманов